# レオポルト・ベルヒトルト

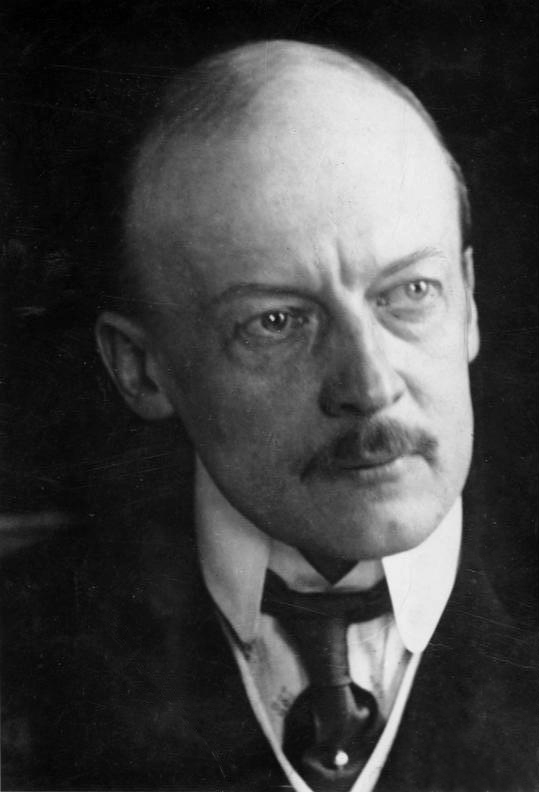
レオポルト・ベルヒトルト

レオポルト・アントン・ヨハン・ジギスムント・ヨーゼフ・コルジヌス・フェルディナント・ベルヒトルト伯爵（ドイツ語: Leopold Anton Johann Sigismund Josef Korsinus Ferdinand Graf Berchtold von und zu Ungarschitz, Frättling und Püllütz、チェコ語: Leopold hrabě Berchtold z a na Uherčicích, Vratěníně a Polici、1863年4月18日 – 1942年11月21日）は、オーストリア（オーストリア＝ハンガリー二重帝国）の貴族・外交官。第一次世界大戦開戦時の外相を務めた。

## 経歴
1863年、ハンガリー・モラヴィアに広大な所有地を持つ地主貴族（ウンガルシッツ（ウヘルチツェ）のベルヒトルト家、チェコ語: Berchtoldové z Uherčic）の子としてウィーンに生まれた。1893年に外務省に入省後は、パリ・ロンドン・サンクトペテルブルクなどの大使館員を務め、1906年から1911年まで駐露大使。
1912年2月17日、ボスニア・ヘルツェゴビナ併合によりロシアとの協調関係を破綻させたアロイス・エーレンタール外相の病死により後任の外相に任命された。ベルヒトルト外相にとっての目標はアウスグライヒ制を堅持し、戦争を回避してバルカンにおける列強の協調関係を回復させる点にあり、2次にわたるバルカン戦争に際しては中立を守りつつもブルガリアと協力しセルビア勢力拡大を抑えようとしたが、結局のところ失敗し、セルビアの背後にいるロシアとの関係は悪化の一途をたどった。またブルガリアに接近することによって、ハンガリーが領土問題を抱えていたルーマニアとの対立も激化した。
1914年6月18日、サラエヴォでオーストリア皇太子フランツ・フェルディナントがセルビア人民族主義者に射殺されるサラエヴォ事件が起こると、ベルヒトルトは対セルビア強硬策をとり、7月23日セルビア政府に10箇条のいわゆる「オーストリア最後通牒」を送付し48時間以内の無条件受け入れを要求した。セルビア側は一部を除き要求に応じたが、ベルヒトルトはこれに満足せず7月25日に同国との国交断絶に踏みきった。皇帝フランツ・ヨーゼフ1世や二重帝国のハンガリー首相ティサ・イシュトヴァーンはセルビアとの開戦に慎重であったが、ベルヒトルトはこれらを押し切る形で7月28日の対セルビア宣戦布告を主導した。セルビアを支持するロシアはこれに対して軍の総動員を指令、更にドイツがロシアに宣戦したことで欧州全体を巻きこむ第一次世界大戦へと発展した。
開戦後も外交面で戦線を有利に進めようとするも、未回収のイタリアの併合を画策したイタリアが三国同盟を破棄してオーストリア＝ハンガリーに宣戦。更にルーマニアも協商国側で参戦するに至り、皇帝やティサハンガリー首相との確執から開戦翌年の1915年1月13日に外相を辞任。その後は宮中顧問官として政治的には隠棲し、カール1世の退位と二重帝国の崩壊を見届けることとなる。
第二次世界大戦中の1942年にハンガリーで死去した。